# Junta Militar da Renamo
A Junta Militar da RENAMO (Resistência Nacional Moçambicana), conhecida pela sigla JMR, é um grupo militar desintegrado do maior partido da oposição de Moçambique, a RENAMO. O grupo foi criado durante o mês de Junho de 2019, no decorrer do processo de Desarmamento, Desmobilização e Reintegração na sociedade dos homens armados da RENAMO.  É presidido pelo Tenente-General Mariano Nhongo, eleito no dia 19 de agosto de 2019 numa conferência nacional extraordinária de 3 dias, em Piro, nas imediações da Serra da Gorongosa, Sofala, Moçambique. 
Cerca de 80 guerrilheiros participaram na conferência que elegeu o então Major-General Mariano Nhongo como Presidente da JMR, que foi imediatamente promovido a Tenente-General, usufruindo de bastantes poderes no seio do grupo. O Porta-Voz e Presidente da Mesa da Assembleia-Geral da JMR é o Tenente-Coronel João Machava. André Matsangaíssa Jr., alegadamente sobrinho de um dos fundadores e primeiro líder da RENAMO, André Matade Matsangaíssa, também faz parte da JMR. 
Analisando a capacidade da Junta Militar da Renamo  a DW África efectuou uma entrevista ao Albimo Forquilha em que os seus comentários foram reforçados pelo antigo estadista moçambicano, Joaquim Chissano citado pelo Jornal Diário de Moçambique do dia 21 de Agosto de 2019, página 4. Sob o sub título " QUE PODER TERÁ A JUNTA?" Joaquim Chissano reconheceu a necessidade de não se desprezar as ameaças feitas pela junta sobre uma possível "desestabilização" no país tal como ocorreu no Conflito político e militar em Moçambique. E segundo mesmo Jornal na Reunião da sua escolha como presidente Mariano Nhongo disse ter 11 bases militares e conta com mais de 500 guerreiros o que faz o antigo estadista Moçambicano alertar ao perigo iminente para a paz no país.
A DW efectuou uma entrevista a Albino Forquilha que disse abertamente: "Acho que o erro é do próprio general Ossufo Momade, que não terá encarnado o espírito como Afonso Dhlakama liderou aqueles generais. É verdade que pode ter sido os seus conselheiros. Mas acho que estes também falharam". 
- Conflito político e militar em Moçambique

## Referência bibliográfica
1. ↑  Welle (www.dw.com), Deutsche. «Moçambique: RENAMO garante que "nada vai impedir desarmamento até agosto" | DW | 15.06.2019». DW.COM. Consultado em 31 de agosto de 2019
2. ↑  Redacção. «Mariano Nhongo Chissingue é eleito presidente da Junta Militar e auto-intitula-se 'Líder da Renamo'». Carta de Moçambique. Consultado em 31 de agosto de 2019
3. ↑  Welle (www.dw.com), Deutsche. «Mariano Nhongo é eleito líder da "Junta Militar da RENAMO" | DW | 19.08.2019». DW.COM. Consultado em 31 de agosto de 2019
4. ↑  Welle (www.dw.com), Deutsche. «Que poder terá a "Junta Militar" da RENAMO? | DW | 19.08.2019». DW.COM. Consultado em 31 de agosto de 2019
5. ↑  Welle (www.dw.com), Deutsche. «Mariano Nhongo é eleito líder da "Junta Militar da RENAMO" | DW | 19.08.2019». DW.COM. Consultado em 22 de agosto de 2019
6. ↑  «Diário de Moçambique». African Studies Companion Online. Consultado em 21 de agosto de 2019
7. ↑  Matias, Leonel (19 de agosto de 2019). «Mariano Nhongo é eleito lider da já junta militar da Renamo». DW.com. Consultado em 21 de agosto de 2019

1. ↑  Sebastião, Arcenio (17 de agosto de 2019). «Moçambique: Militar da Renamo  considera nulo acordo de paz». DW.com. Consultado em 21 de Agosto de 2019

1. ↑  Redacção. «Auto-proclamada junta militar da Renamo elege novo líder este fim-de-semana». Carta de Moçambique. Consultado em 21 de agosto de 2019